# オットイア
オットイア (Ottoia) はカンブリア紀のバージェス頁岩から発見される鰓曳動物の一種。

## 形態
口側が膨らんだ袋形をしている。体長は平均8cmほど。頭の先に、25本ほどの棘が生えた吻がついていて、この部分は突き出た形と引っ込めた形の化石が出ている。胴体の後ろにカギ状の突起が8つ並んでいて、この部分も管状に突き出した形の化石が知られる。多くの化石がその体をUの字に曲げた形で発見されている。

## 生態
化石がU字型になって発見されることから、U字型の穴の中に潜んでいたらしい。肛門部は突き出せるようになっていて、これを砂の表面に出して糞を排出した可能性がある。
体内からはヒオリテス類が多数発見されており、肉食だったと考えられている。また、それらが体内で同一の方向を向いていることから、積極的にそれらを捕食した獰猛な肉食動物であったと見られる。おそらく全身を砂の中の穴に隠し、吻だけを砂から突き出して、ヒオリテス等の他の動物を襲い、丸呑みにした。また、ある化石では、同種の吻の痕跡がその体内から発見されていることから、共食いもしたらしい。

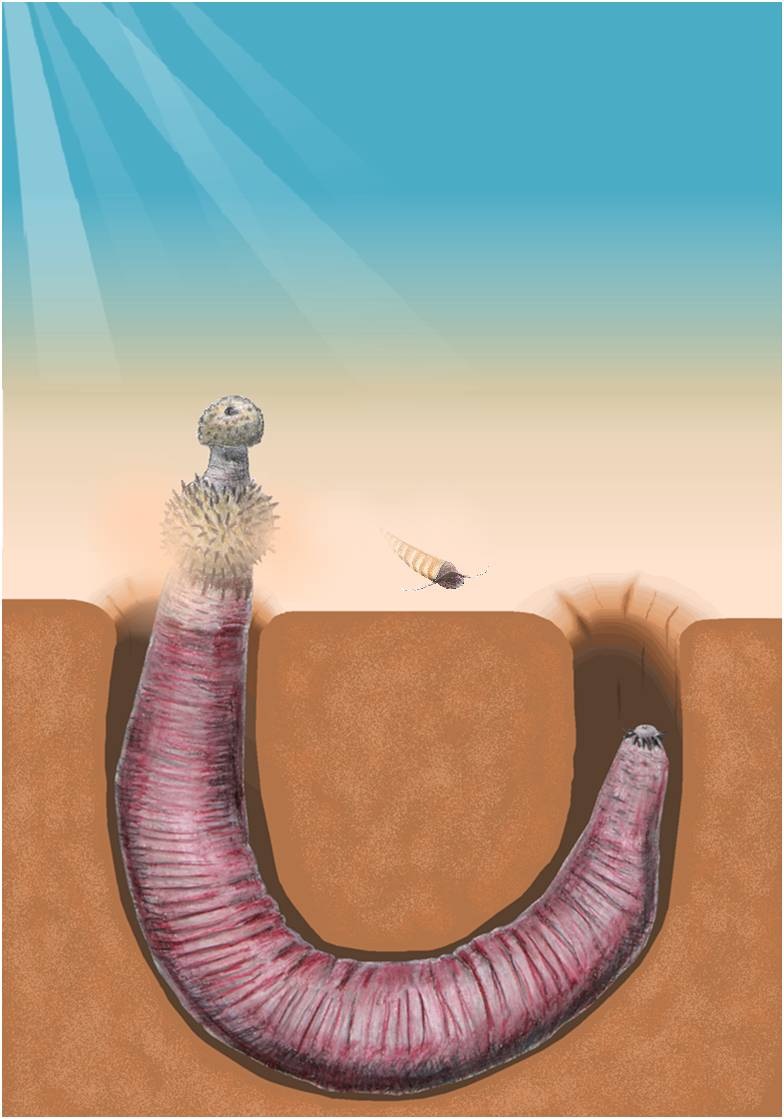
生態の復元図

## 分類
現生のエラヒキムシ類や他の化石種とはやや異なった特徴を持ち、独自の科とする説がある。